# يان نيلسن
يان نيلسن (بالنرويجية البوكمول: Jan Nilsen)‏ هو لاعب كرة قدم نرويجي في مركز نصف الجناح، ولد في 6 أغسطس 1937، وتوفي في 3 سبتمبر 2016. شارك مع منتخب النرويج تحت 21 سنة لكرة القدم ومنتخب النرويج لكرة القدم. أما مع النوادي، فقد لعب مع نادي فريدريكستاد.

## وصلات خارجية
- يان نيلسن على موقع اتحاد النرويج (النرويجية)
- يان نيلسن على موقع قاعدة بيانات كرة القدم.إي يو (الإنجليزية)
- يان نيلسن على موقع ناشيونال فوتبول تيمز (الإنجليزية)
- يان نيلسن على موقع عالم كرة القدم.نت (الإنجليزية)